# Malezja na Letnich Igrzyskach Olimpijskich 2016
Malezję na Letnich Igrzyskach Olimpijskich 2016 reprezentowało 32 zawodników: siedemnastu mężczyzn i piętnaście kobiet. Był to piętnasty start reprezentacji Wietnamu na letnich igrzyskach olimpijskich.

## Zdobyte medale
| Medal  | Zawodnik                          | Dyscyplina    | Konkurencja                      | Rezultat                                                               | Data        |
| ------ | --------------------------------- | ------------- | -------------------------------- | ---------------------------------------------------------------------- | ----------- |
| Srebro | Cheong Jun Hoong Pandelela Rinong | Skoki do wody | Wieża 10 m synchronicznie kobiet | 334,34 pkt.                                                            | 9 sierpnia  |
| Srebro | Chan Peng Soon Goh Liu Ying       | Badminton     | gra mieszana                     | W finale ulegli parze indonezyjskiej Lilyana Natsir, Tontowi Ahmad 0:2 | 17 sierpnia |
| Srebro | Goh V Shem Tan Wee Kiong          | Badminton     | gra podwójna mężczyzn            | W finale ulegli parze chińskiej Fu Haifeng, Zhang Nan 1:2              | 19 sierpnia |
| Srebro | Lee Chong Wei                     | Badminton     | gra pojedyncza mężczyzn          | W finale uległ Chińczykowi Chen Long 2:0                               | 20 sierpnia |
| Brąz   | Azizulhasni Awang                 | Kolarstwo     | Keirin mężczyzn                  |                                                                        | 16 sierpnia |

## Skład reprezentacji

### Badminton
| Zawodnik                        | Konkurencja        | Faza grupowa                         | Faza grupowa                        | Faza grupowa                        | Pozycja | 1/8              | Ćwierćfinały                                 | Półfinały                           | Finał                              | Finał   | Źródło |
| Zawodnik                        | Konkurencja        | Przeciwnik Wynik                     | Przeciwnik Wynik                    | Przeciwnik Wynik                    | Pozycja | Przeciwnik Wynik | Przeciwnik Wynik                             | Przeciwnik Wynik                    | Przeciwnik Wynik                   | Pozycja | Źródło |
| ------------------------------- | ------------------ | ------------------------------------ | ----------------------------------- | ----------------------------------- | ------- | ---------------- | -------------------------------------------- | ----------------------------------- | ---------------------------------- | ------- | ------ |
| Lee Chong Wei                   | gra pojedyncza (m) | Opti 2:0 (21-2, 21-3)                | Wong 2:0 (21-18,21-8)               | N/A                                 | 1.      | BYE              | Chou 2:0 (21-9,21-15)                        | Lin 2:1 (15-21,21-11,22-20)         | Chen 0:2 (18-21,18-21)             | srebro  | [ 5 ]  |
| Goh V Shem Tan Wee Kiong        | gra podwójna (m)   | Fuchs / Schöttler 2:0 (21-14,21-17)  | Chew / Pongnairat 2:0 (21-12,21-10) | Fu / Zhang 2:1 (16-21,21-15,21-18)  | 1.      | BYE              | Lee / Yoo 2:1 (17-21,21-18,21-19)            | Chai / Hong 2:1 (21-18,12-21,21-17) | Fu / Zhang 1:2 (21-16,11-21,21-23) | srebro  | [ 6 ]  |
| Tee Jing Yi                     | gra pojedyncza (k) | Gavnholt 2:0 (22-20,21-15)           | Yamaguchi 0:2 (18-21,5-21)          | N/A                                 | 2.      | NQ               | NQ                                           | NQ                                  | NQ                                 | NQ      | [ 7 ]  |
| Vivian Hoo Kah Mun Woon Khe Wei | gra podwójna (k)   | Olver / Smith 2:0 (21-17,24-22)      | Poon / Tse 2:0 (21-15,21-13)        | Maheswari / Polii 0:2 (19-21,19-21) | .       | N/A              | Matsutomo / Takahashi 1:2 (16-21,21-18,9-21) | NQ                                  | NQ                                 | NQ      | [ 8 ]  |
| Chan Peng Soon Goh Liu Ying     | gra mieszana       | Issara / Amitrapai 2:0 (21-13,21-19) | Middleton / Choo 2:0 (21-17.21-15)  | Natsir / Ahmad 0:2 (15-21,11-21)    | 2.      | N/A              | Mateusiak / Zięba 2:0 (21-17,21-10)          | Xu / Ma 2:0 (21-12,21-19)           | Natsir / Ahmad 0:2 (14-21,12-21)   | srebro  | [ 9 ]  |

### Golf
| Zawodnik     | Konkurencja | Runda 1 | Runda 2 | Runda 3 | Runda 4 | Łącznie | Łącznie | Łącznie | Źródło |
| Zawodnik     | Konkurencja | Wynik   | Wynik   | Wynik   | Wynik   | Wynik   | Par     | Pozycja | Źródło |
| ------------ | ----------- | ------- | ------- | ------- | ------- | ------- | ------- | ------- | ------ |
| Danny Chia   | Mężczyźni   | 73      | 70      | 70      | 71      | 288     | +4      | 48.     | [ 10 ] |
| Gavin Green  | Mężczyźni   | 73      | 74      | 72      | 68      | 287     | +3      | 47.     | [ 10 ] |
| Michelle Koh | kobiety     | 79      | 71      | 76      | 82      | 308     | +24     | 58.     | [ 10 ] |
| Kelly Tan    | kobiety     | 78      | 70      | 76      | 73      | 297     | +13     | 51.     | [ 10 ] |

### Kolarstwo

#### Kolarstwo torowe
Sprint
| Zawodnik        | Konkurencja       | Kwalifikacje  | Kwalifikacje    | Runda 1 | Repasaże        | Runda 2         | Repasaże        | Wyścig o miejsce 9-12 | Ćwierćfinały    | Półfinały       | Finał           | Finał   | Źródło |
| Zawodnik        | Konkurencja       | Czas Prędkość | Przeciwnik Czas | Pozycja | Przeciwnik Czas | Przeciwnik Czas | Przeciwnik Czas | Przeciwnik Czas       | Przeciwnik Czas | Przeciwnik Czas | Przeciwnik Czas | Pozycja | Źródło |
| --------------- | ----------------- | ------------- | --------------- | ------- | --------------- | --------------- | --------------- | --------------------- | --------------- | --------------- | --------------- | ------- | ------ |
| Fatehah Mustapa | indywidualnie (k) | 11,207 64,245 | 21.             | NQ      | NQ              | NQ              | NQ              | NQ                    | NQ              | NQ              | NQ              | NQ      | [ 11 ] |

Keirin
| Zawodnik          | Konkurencja | Runda 1 | Repesaż | Runda 2 | Finał   | Źródło |
| Zawodnik          | Konkurencja | Pozycja | Pozycja | Pozycja | Pozycja | Źródło |
| ----------------- | ----------- | ------- | ------- | ------- | ------- | ------ |
| Azizulhasni Awang | mężczyźni   | 5.      | 1.      | 3.      | brąz    | [ 12 ] |

### Lekkoatletyka
Mężczyźni
Konkurencje techniczne
| Zawodnik              | Konkurencja | Kwalifikacje | Kwalifikacje | Finał | Finał   | Źródło |
| Zawodnik              | Konkurencja | Wynik        | Miejsce      | Wynik | Miejsce | Źródło |
| --------------------- | ----------- | ------------ | ------------ | ----- | ------- | ------ |
| Nauraj Singh Randhawa | skok wzwyż  | 2,26         | 18.          | NQ    | NQ      | [ 13 ] |

Kobiety
Konkurencje biegowe
| Zawodnik                  | Konkurencja | Eliminacje | Eliminacje | Ćwierćfinał | Ćwierćfinał | Półfinał | Półfinał | Finał | Finał   | Źródło |
| Zawodnik                  | Konkurencja | Wynik      | Miejsce    | Wynik       | Miejsce     | Wynik    | Miejsce  | Wynik | Miejsce | Źródło |
| ------------------------- | ----------- | ---------- | ---------- | ----------- | ----------- | -------- | -------- | ----- | ------- | ------ |
| Zaidatul Husniah Zulkifli | 100 m       | 12,12      | 4.         | 12,62       | 64.         | NQ       | NQ       | NQ    | NQ      | [ 14 ] |

### Łucznictwo
| Zawodnik                                                | Konkurencja       | Runda rankingowa | Runda rankingowa | 1/32             | 1/16             | 1/8              | Ćwierćfinały     | Półfinały        | Finał            | Finał   | Źródło |
| Zawodnik                                                | Konkurencja       | Wynik            | Miejsce          | Przeciwnik Wynik | Przeciwnik Wynik | Przeciwnik Wynik | Przeciwnik Wynik | Przeciwnik Wynik | Przeciwnik Wynik | Pozycja | Źródło |
| ------------------------------------------------------- | ----------------- | ---------------- | ---------------- | ---------------- | ---------------- | ---------------- | ---------------- | ---------------- | ---------------- | ------- | ------ |
| Haziq Kamaruddin                                        | indywidualnie (m) | 645              | 50.              | Garrett P 0-6    | NQ               | NQ               | NQ               | NQ               | NQ               | NQ      | [ 15 ] |
| Khairul Anuar Mohamad                                   | indywidualnie (m) | 665              | 22.              | Pila W 6-0       | Floto P 4-6      | NQ               | NQ               | NQ               | NQ               | NQ      | [ 15 ] |
| Akmal Nor Hasrin                                        | indywidualnie (m) | 635              | 55.              | Rodríguez P 0-6  | NQ               | NQ               | NQ               | NQ               | NQ               | NQ      | [ 15 ] |
| Haziq Kamaruddin Khairul Anuar Mohamad Akmal Nor Hasrin | drużynowo (m)     | 1945             | 12.              | N/A              | N/A              | Francja · P 2-6  | NQ               | NQ               | NQ               | NQ      | [ 15 ] |

### Pływanie
| Zawodnik     | Konkurencja          | Eliminacje | Eliminacje | Półfinał | Półfinał | Finał     | Finał   | Źródło |
| Zawodnik     | Konkurencja          | Czas       | Miejsce    | Czas     | Miejsce  | Czas      | Miejsce | Źródło |
| ------------ | -------------------- | ---------- | ---------- | -------- | -------- | --------- | ------- | ------ |
| Welson Sim   | 200 m dowolnym (m)   | 1:47,67    | 26.        | NQ       | NQ       | NQ        | NQ      | [ 16 ] |
| Welson Sim   | 400 m dowolnym (m)   | 3:51,57    | 34.        | N/A      | N/A      | NQ        | NQ      | [ 17 ] |
| Welson Sim   | 1500 m dowolnym (m)  | 15:32,63   | 39.        | N/A      | N/A      | NQ        | NQ      | [ 18 ] |
| Phee Jinq En | 100 m klasycznym (k) | 1:10,22    | 33.        | NQ       | NQ       | NQ        | NQ      | [ 19 ] |
| Heidi Gan    | 10 km                | N/A        | N/A        | N/A      | N/A      | 1:59:07,9 | 21.     | [ 20 ] |

### Podnoszenie ciężarów
Mężczyźni
| Zawodnik           | Konkurencja | Rwanie | Rwanie  | Podrzut | Podrzut | Razem  | Pozycja | Źródło |
| Zawodnik           | Konkurencja | Wynik  | Pozycja | Wynik   | Pozycja | Razem  | Pozycja | Źródło |
| ------------------ | ----------- | ------ | ------- | ------- | ------- | ------ | ------- | ------ |
| Mohd Hafifi Mansor | −69 kg      | 140 kg | 12.     | 176 kg  | 10.     | 316 kg | 12.     | [ 21 ] |

### Skoki do wody
Mężczyźni
| Zawodnik           | Konkurencja                  | Preeliminacje | Preeliminacje | Półfinał | Półfinał | Finał  | Finał   | Źródło |
| Zawodnik           | Konkurencja                  | Punkty        | Miejsce       | Punkty   | Miejsce  | Punkty | Miejsce | Źródło |
| ------------------ | ---------------------------- | ------------- | ------------- | -------- | -------- | ------ | ------- | ------ |
| Ahmad Amsyar Azman | trampolina 3 m indywidualnie | 341,70        | 29.           | NQ       | NQ       | NQ     | NQ      | [ 22 ] |
| Ooi Tze Liang      | wieża 10 m indywidualnie     | 379,50        | 22.           | NQ       | NQ       | NQ     | NQ      | [ 23 ] |

Kobiety
| Zawodniczka                         | Konkurencja                   | Preeliminacje | Preeliminacje | Półfinał | Półfinał | Finał  | Finał   | Źródło |
| Zawodniczka                         | Konkurencja                   | Punkty        | Miejsce       | Punkty   | Miejsce  | Punkty | Miejsce | Źródło |
| ----------------------------------- | ----------------------------- | ------------- | ------------- | -------- | -------- | ------ | ------- | ------ |
| Cheong Jun Hoong                    | trampolina 3 m indywidualnie  | 282,25        | 21.           | NQ       | NQ       | NQ     | NQ      | [ 24 ] |
| Ng Yan Yee                          | trampolina 3 m indywidualnie  | 299,05        | 17.           | 324,75   | 5.       | 306,60 | 10.     | [ 24 ] |
| Pandelela Rinong                    | wieża 10 m indywidualnie      | 332,45        | 6.            | 336,95   | 6.       | 330,45 | 11.     | [ 25 ] |
| Nur Dhabitah Sabri                  | wieża 10 m indywidualnie      | 325,85        | 8.            | 307,65   | 11.      | 338,00 | 9.      | [ 25 ] |
| Cheong Jun Hoong Nur Dhabitah Sabri | trampolina 3 m synchronicznie | N/A           | N/A           | N/A      | N/A      | 293,40 | 5.      | [ 26 ] |
| Cheong Jun Hoong Pandelela Rinong   | wieża 10 m synchronicznie     | N/A           | N/A           | N/A      | N/A      | 344,34 | srebro  | [ 27 ] |

### Strzelectwo
Mężczyźni
| Zawodnik       | Konkurencja                | Kwalifikacje | Kwalifikacje | Finał | Finał   | Źródło |
| Zawodnik       | Konkurencja                | Wynik        | Pozycja      | Wynik | Pozycja | Źródło |
| -------------- | -------------------------- | ------------ | ------------ | ----- | ------- | ------ |
| Johnathan Wong | pistolet pneumatyczny 10 m | 574          | 28.          | NQ    | NQ      | [ 28 ] |
| Johnathan Wong | pistolet dowolny 50 m      | 535          | 37.          | NQ    | NQ      | [ 28 ] |

### Żeglarstwo
| Zawodnik                  | Konkurencja  | Wyścig | Wyścig | Wyścig | Wyścig | Wyścig | Wyścig | Wyścig | Wyścig | Wyścig | Wyścig | Wyścig | Punkty | Finałowa pozycja | Źródło |
| Zawodnik                  | Konkurencja  | 1      | 2      | 3      | 4      | 5      | 6      | 7      | 8      | 9      | 10     | M*     | Punkty | Finałowa pozycja | Źródło |
| ------------------------- | ------------ | ------ | ------ | ------ | ------ | ------ | ------ | ------ | ------ | ------ | ------ | ------ | ------ | ---------------- | ------ |
| Nur Shazrin Mohamad Latif | Laser Radial | 26     | 33     | 34     | 30     | 33     | 35     | 31     | 26     | 29     | 33     | NQ     | 274    | 33.              | [ 29 ] |
| Khairulnizam Afendy       | Laser        | 38     | 33     | 40     | 33     | 20     | 21     | DNF    | 37     | 31     | 29     | NQ     | 281    | 35.              | [ 30 ] |

M = Wyścig medalowy